# 達西·理查森
達西·G·理查森（英語：Darcy G. Richardson；1955年12月6日—），是美國一名作家、歷史學家及政治活動家。
他曾在2012年美國總統選舉五個州的民主黨初選中挑戰時任總統巴拉克·歐巴馬的提名.，並曾在2018年佛羅里達州州長選舉以佛羅里達改革黨名義參選州長。2020年，他以改革党與和平與自由黨身份競逐2020年美國總統選舉的副總統職務，其競選搭檔為洛基·德拉富恩特.。